# Robert Mair

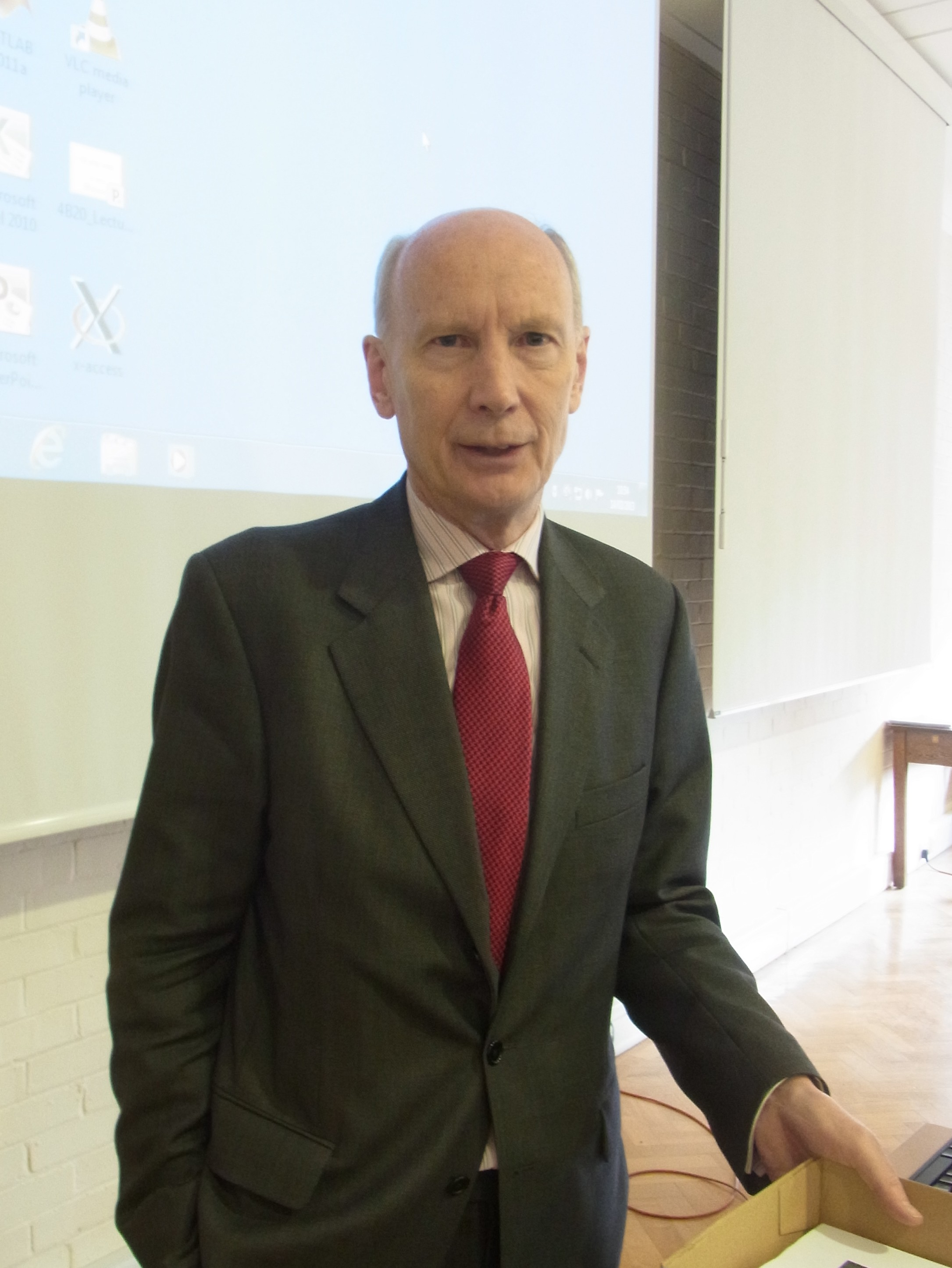
Robert Mair (2013)

Robert James Mair, Baron Mair CBE, (* 20. April 1950) ist ein britischer Bauingenieur (Geotechnik).
Mair studierte Bauingenieurwesen an der Universität Cambridge mit dem Bachelorabschluss am Clare College 1971 und dem Masterabschluss 1975. 1979 wurde er dort promoviert (Ph.D.). Daneben arbeitete er ab 1971 elf Jahre für Scott, Wilson, Kirkpatrick and Partners (SWK) unter anderem in Hongkong (unter anderem an einem großen Container-Terminal), wobei er diese Tätigkeit 1976 bis 1979 für seine Promotion (über Tunnel in weichem Untergrund) an die Universität Cambridge unterbrach. 1994 bis 1997 war er Gastprofessor an der Nottingham University. 1997/98 war er Royal Academy of Engineering Visiting Professor an der Universität Cambridge und ab 1998 Professor für Geotechnik in Cambridge. Er war 1998 bis 2001 Fellow des St. John’s College und ist seit 2001 Master des Jesus College. Er steht der Fakultät für Bauingenieurwesen und Umwelttechnik (Civil and Environmental Engineering) in Cambridge vor.
Er ist Direktor der Geotechnical Consulting Group (GCG), an deren Gründung 1983 er beteiligt war. Zu seinen Beratungstätigkeiten zählt die Jubilee Line Extension der Londoner U-Bahn und Eisenbahnprojekte für den Eurotunnel. Weitere Tunnelprojekte waren in Singapur (Mass Rapid Transit), Eisenbahntunnel in Barcelona, Florenz, Rom, Bologna, Warschau und der Westerschelde Autotunnel.
2006 hielt er die Rankine Lecture (Tunnelling and geotechnics – new horizons). 1992 wurde er Fellow der Royal Academy of Engineering und 2007 der Royal Society. Seit 1990 ist er Fellow der Institution of Civil Engineers (ICE). 2004 erhielt er die Goldmedaille der ICE, 1994 deren Geotechnical Research Medal und 2007 deren Crampton Prize. 2001 hielt er die Vienna Terzaghi Lecture (Tunneling in soft ground in urban areas). 1980 erhielt er den Preis der British Geotechnical Society für Arbeiten über Tunnel. 1992 hielt er die Unwin Memorial Lecture der ICE. 2019 wurde Mair in die US-amerikanische National Academy of Engineering gewählt.
1996 bis 2005 war er Vorsitzender des Technischen Komitees der International Society for Soil Mechanics and Geotechnical Engineering (ISSMGE) für unterirdisches Bauen in weichen Böden (Underground Construction in Soft Ground). Er ist im Rat der ISSMGE. Er hielt den Spezialvortrag über Tunnel in städtischem Bereich auf der International Conference on Soil Mechanics and Geotechnical Engineering in Hamburg 1997. Er hielt die Terzaghi Vorlesung in Wien und die Szechy Vorlesung in Budapest. Er ist Commander of the Order of the British Empire (CBE).
Am 29. Oktober 2015 wurde Mair auf einen Vorschlag der House of Lords Appointments Commission hin zum Life Peer mit dem Titel Baron Mair, of Cambridge in the County of Cambridgeshire, ernannt. Damit wurde er auch Mitglied des House of Lords.

## Schriften
- mit D. Muir Wood Pressuremeter Testing: Methods and Interpretation, Butterworth-Heinemann, 1987